# Poconé (ort)
Poconé är en ort i Brasilien.   Den ligger i kommunen Poconé och delstaten Mato Grosso, i den centrala delen av landet, 900 km väster om huvudstaden Brasília. Poconé ligger 150 meter över havet och antalet invånare är 21 484.
Terrängen runt Poconé är platt, och sluttar österut. Det finns inga andra samhällen i närheten.
Omgivningarna runt Poconé är huvudsakligen savann. Trakten runt Poconé är nära nog obefolkad, med mindre än två invånare per kvadratkilometer.